# Lise Billon
Lise Billon (geboren 1988 in Romans-sur-Isère, Frankreich) ist eine französische Bergsteigerin, Kletterin und Bergführerin. Ihr sind wesentliche Erstbegehungen gelungen und Wiederholungen schwieriger Routen. Sie hat an großen Expeditionen nach Patagonien, Alaska und in das Himalayagebiet teilgenommen. Billon leitet den Équipe Nationale d’Alpinisme Féminin, den Expeditionskader für Frauen des französischen Berg- und Kletterverbands Fédération Française de la Montagne et de l’Escalade (FFME). Für ihre Leistungen wurde sie mit dem Piolet d’Or ausgezeichnet.

## Leben
Billon wurde 1988 in Romans-sur-Isère geboren. Sie besuchte das Lycée in Die und studierte danach an der Sporthochschule in Gap. Parallel machte sie den ersten Kletterschein und arbeitete für vier Jahre als Canyoning-Guide.
Bereits ihre Familie war sehr bergaffin, Billons Vater hat das Bergführerdiplom und war bei der Bergrettung aktiv. Er ging mit seiner Familie häufig zum Bergsteigen, und so kamen beide Kinder früh mit dem Klettern in Kontakt. Auch Billons jüngerer Bruder, Léo Billon, ist ein guter Kletterer und Bergsteiger. Billons Eltern hatten 1988 den Escapade Club Romanais gegründet, einen Verein, der in den französischen Kletterverband (FFME) aufgenommen wurde. In diesem Umfeld entdeckte Billon sehr früh ihre Berufung und beschloss bereits mit 12 Jahren, Bergführerin zu werden.
Das erste Klettergebiet, in dem sie ihre Erfahrungen machte, war die Schlucht des Verdon, auch heute noch eines ihrer Lieblingsklettergebiete. 2016 machte Billon zusammen mit ihrem Bruder und mit ihrem Vater die Route „Freerider“ am El Capitan, eine der eher seltenen Familienunternehmungen. Lise Billon selbst hat das Bergführerdiplom abgelegt.
Aufgrund ihrer herausragenden Leistungen am Fels wurde Billon in das Führungsteam der FFME aufgenommen. Sie leitet innerhalb der FFME den Expeditionskader für Frauen (Équipe Nationale d’Alpinisme Féminin), der 2007 gegründet wurde. In diesen werden junge talentierte Kletterinnen aufgenommen, die bereits hervorragende Leistungen in Fels und Eis erbrachten. Ziel des Kaders ist es, diese Bergsteigerinnen dahin gehend auszubilden und zu unterstützen, um zur Weltklasse aufzusteigen und entsprechende Expeditionen durchführen zu können. Das Programm ist eine Art Bergsteigerinnen-Nationalmannschaft und umfasst sechs Teilnehmerinnen, die über drei Jahre gefördert und von Billon gecoacht werden. Seit der Gründung dieses Teams hat sich die Zahl der Frauen, die in Frankreich das Bergführerdiplom abgelegt haben, verdoppelt – ein Erfolg, an dem Billon maßgeblich beteiligt war.
Im Jahre 2016 beschloss Billon, nicht mehr so häufig als Bergführerin zu arbeiten, um mehr Zeit und Energie für Expeditionen zu haben. Um ihren Lebensunterhalt und die aufwendigen Expeditionen zu finanzieren, unterschrieb sie Sponsorenverträge bei Patagonia, Adidas Terrex und Ferrino.
Billon ist viel unterwegs, meist auf Expeditionen. Besonders häufig ist sie in Patagonien, in Alaska und Kanada. Sie hat eine Wohnung in Chamonix, da sie hier die besten Voraussetzungen zum Klettern findet und ihren Beruf als Bergführerin gut ausüben kann. Billon ist seit 2013 Mitglied der Groupe de Haute Montagne, in die nur hervorragende Bergsteiger aufgenommen werden. 2023 wurde sie in die Jury des Piolet d’Or aufgenommen und stellte bereits in ihrer ersten Amtszeit fest, dass wichtige Bergsteigerinnen wie Babsi Zangerl oder Laura Tiefenthaler in der Liste der besonders bemerkenswerten Kletterer fehlen.

## Alpinistische Karriere
Nach vielen Besteigungen in den heimatlichen Alpen fuhr Billon 2012 nach Argentinien und machte dort ihre ersten Expeditionserfahrungen. Sie hat dabei autark 32 Tage lang Gletscher überquert und 17 km mit Steigeisen Grate bestiegen, das alles bei böigem Wind und mit aller Ausrüstung. Im Zuge dieser Reise durchstieg sie im Dezember 2012 erstmals den Pillar del Sol Naciente am südöstlichen Grat des Cerro Murallón in Patagonien zusammen mit ihren Landsmännern François Poncet, Jérémy Stagnetto, Jérôme Sullivan und dem Spanier Pedro Diaz. Die von Billon mit Gefährten erstbegangene Route ist eine schöne, eindrucksvolle Linie, etwas abgelegen und sehr schwer. Für die Eröffnung der Route benötigten sie 9 Tage in der Wand. Der US-amerikanisch-argentinische Bergsteiger und ausgewiesene Patagonien-Kenner Rolando Garibotti bezeichnete die markante Berglinie als die schönste in ganz Patagonien.
Patagonien übte danach auf Billon eine starke Anziehungskraft aus: Sie blieb für weitere Besteigungen. Bei einer dieser Besteigungen ereignete sich 2013 ein schwerer Unfall: Ihr Seilpartner Jérome Sullivan stürzte und erlitt schwere Verletzungen. Dies zwang sie zu einem Biwak in der Felswand. Gerettet wurden sie durch andere Kletterer, die aufgestiegen waren und den Notruf ausgelöst hatten.
Trotz dieser Erfahrungen folgte danach eine Expedition der anderen: Alaska, Nepal, Indien, Pakistan und immer wieder Patagonien. Nach Patagonien kehrte Billon häufig zurück, denn die weiten Landschaften, die Berge, die Wüsten und die Leute faszinierten sie. Sie liebe „das Wilde, das Freie, im Gegensatz zum Himalaya, wo alles reglementiert ist“.
Billon, Sullivan, Antoine Moineville und Diego Simari gelang im September 2015 die Besteigung des Cerro Riso Patrón Central über die Ostwand, und sie eröffneten die Route Hasta las Wuebas. Für diese Leistung erhielt die Seilschaft 2016 den Piolet d’Or. Diese hohe Auszeichnung wird nicht an einzelne Bergsteiger verliehen, sondern für die Schwierigkeit, Originalität und Schönheit einzelner Besteigungen vergeben. Im Oktober desselben Jahres eröffnete Billon die Route Balas y Chocolate an der Südwand des Cerro Adela Norte zusammen mit Sullivan und den Spaniern Santiago Padros und Dani Ascaso.
Zwischen ihren Expeditionen ist Billon auch immer wieder viel in den Alpen unterwegs, am meisten in langen Alpintouren, wie 2018 die Cassin (Ex-, 1900 m) in der Grandes-Jorasses-Nordwand am Walkerpfeiler. 2021 unternahm Billon zusammen mit Mélissa Le Nevé mehrere Besteigungen in den peruanischen Anden.
Der Südostgrat am Cerro Torre in Patagonien gilt als eine der schwierigsten, längsten und kompliziertesten Wände. Der Südostgrat ist die sogenannte „Kompressor-Route“ mit der freien Variante nach David Lama und Peter Ortner. Billon hatte diese Route schon mehrfach versucht, hier ereignete sich auch der schwere Unfall mit Sullivan. Zusammen mit den beiden französischen Bergführerinnen Maud Vanpoulle und Fanny Schmutz gelang es ihr 2024, den Südostgrat zu wiederholen. Dies war bisher nur einem knappen Dutzend Seilschaften gelungen. Sie waren die erste Frauenseilschaft, die das erreichte.
Billon ist sowohl im Fels als auch im Eis erfolgreich und besonders gut in Mix-Gelände; sie plant bereits ihre nächsten Expeditionen, vermutlich in den Himalaya. Für Billon geht es „beim Bergsteigen darum, an seine Grenzen zu gehen und dabei ihre Freiheit zum Ausdruck zu bringen“. Es sei eine Praxis, die der Kunst nahe komme: „nutzlos, aber fundamental“.

## Erstbesteigungen (Auswahl)
- 2012: Patagonien: Cerro Murallon-Südostkante „Pillar del Sol Naciente“, VIII+/A1, WI 6, M6, 1000 m
- 2014: Revelation Mountains, Alaska: Namenloser Berg „The Iliad“, TD+, 900 m
- 2014: Revelation Mountains, Alaska: Pyramid Peak Westwand „The Odyssey“, VII/A1, M7, 1100 m, 90°
- 2015: Patagonien: Cerro Adela-Norte Südwand „Balas y Chocolate“, M6, WI 5+, A2, 900 m
- 2015: Patagonien: Cerro Riso Patrón-Central Ostwand-Nordostpfeiler „Hasta las Wuebas“, ED-, WI 5, M5, 90°, 1000 m – Erstbegehung und zweite Besteigung
- 2015: Patagonien: Cerro Adela-Norte, die Route „Balas y Chocolate“, ED+, 900 m
- 2023: Patagonien: El Mocho-Ostpfeiler in der Gruppe Cerro Torre die Route „Bizcochuelo“, IX-, 400 m – erste freie Begehung
- 2024: Patagonien: Cerro Torre-Südostkante „Kompressorroute“, freie Begehung der Lama-Variante, IX+/X-, WI5, M5, 90°, 1000 Hm – erste reine Frauenbegehung

## Auszeichnungen
- 2016 erhielt Billon den Piolet d’Or für ihre Erstbegehung der Route „Hasta las Wuebas“ am Cerro Riso Patron Central in Patagonien.[2]
- Sie wurde neben Lydia Bradey, Catherine Destivelle und Victor Saunders in die Jury des im Februar 2017 erstmals vergebenen GRIT & ROCK First Ascent Expedition Award der im Vereinigten Königreich ansässigen Wohltätigkeitsorganisation Grit & Rock berufen.[20]
- 2023 wurde Billon Mitglied der Jury des Piolet d’Or.

## Filmografie
- 2015: Riso Patrons Hasta las Wuebas dokumentiert die Erstbesteigung am Cerro Riso Patron Central[21]
- 2021: La Haute Route, Au fil des glaciers